# سوروغا-كو
سوروغا-كو (باليابانية: 駿河区) هو حي في اليابان، يقع في شيزوكا، شيزوكا، وشيزوكا، بلغ عدد سكانه 211,254 نسمة وذلك حسب إحصائيات سنة 2018، تبلغ مساحته 73.05 كيلومتر مربع.

## أعلام
- جن موراماتسو